# Ни слова по-русски

Сцена расстрела мирных граждан в аэропорту из миссии «Ни слова по-русски». Хотя боевики справа и слева стреляют в толпу, персонаж игрока не ведёт огня.

«Ни слова по-русски» (англ. No Russian) — уровень из компьютерной игры 2009 года Call of Duty: Modern Warfare 2, получивший скандальную известность. Уровень изображает расстрел вооружёнными террористами мирных граждан в вымышленном московском аэропорту, причём управляемый игроком персонаж — агент под прикрытием — находится в числе террористов. Игрок может пройти уровень, не убив никого из мирных граждан, или по желанию вовсе пропустить его.
Дальнейшие миссии Call of Duty: Modern Warfare 2 описывают вымышленный военный конфликт — вторжение российской армии на территорию США. Геймдизайнер Мохаммед Алави, сыгравший основную роль в создании уровня, ставил своей задачей объяснить, почему Россия предприняла такое вторжение, и также закрепить статус главаря террористов Владимира Макарова как злодея в глазах игрока.
Студия-разработчик игры (Infinity Ward) и компания-издатель (Activision) поддержали включение уровня в игру, хотя ещё до выхода игры тестировщики высказывали негодование происходящим на уровне. Видеозапись геймплея игры с уровнем «Ни слова по-русски», опубликованная в интернете в результате утечки, вызвала неоднозначную реакцию прессы.
После выхода игры, в целом получившей очень высокие оценки обозревателей, уровень подвергался жёсткой критике. Некоторые версии игры подверглись самоцензуре разработчика — так, в российском издании игры для ПК уровень был отключён, хотя в файлах игры имелась официальная русская озвучка от 1С, а благодаря фанатским манипуляциям в виде самодельного патча, основанного на файлах английской версии, блокировку можно снять.

## Описание
«Ни слова по-русски» — четвёртая миссия в однопользовательской кампании Call of Duty: Modern Warfare 2.
Перед началом уровня выводится предупреждение, что содержание уровня может быть оскорбительным для некоторых игроков, и его можно пропустить; пропуск уровня никак не влияет на дальнейшее прохождение игры и получение достижений. Уровень предваряется видеобрифингом ситуации: игровой персонаж — агент ЦРУ Джозеф Аллен (имя под прикрытием — Алексей Бородин) — тайно внедрён в российскую террористическую группу, возглавляемую злодеем Владимиром Макаровым. В начале уровня Макаров, Аллен и ещё трое вооружённых пулемётами M240 и барабанным дробовиком «Страйкер» террористов находятся в лифте; приказом «ни слова по-русски» Макаров предписывает своим спутникам не говорить на русском языке, чтобы теракт выглядел как нападение американских террористов.
После выхода из лифта группа перемещается в терминал аэропорта и открывает огонь по толпе мирных граждан и сотрудникам милиции у зоны досмотра; в дальнейшем стрелки двигаются по терминалу, продолжая стрелять в людей. Игрок может стрелять в мирных граждан, но не обязан этого делать, и может пройти эту часть уровня, просто двигаясь вслед за группой. Уровень «Ни слова по-русски» использует более драматическое оформление насилия и смертей, чем остальная игра: так, во время расстрела слышны крики жертв; раненые пытаются уползти, оставляя за собой кровавый след. Игрок может открыть огонь и по «товарищам»-террористам, но в этом случае миссия будет считаться проваленной, а террористы атакуют игрового персонажа.
Далее террористы выходят из здания терминала и ввязываются в бой со спецназом ФСБ. После победы следует сюжетная сцена: в то время как террористы покидают территорию аэропорта на машине скорой помощи, главарь террористов Макаров убивает Аллена, показывая, что знал об агенте ЦРУ в группе. На последующих уровнях однопользовательской кампании под управлением игрока находятся уже другие персонажи. В соответствии с дальнейшим сюжетом игры, российские власти расценивают найденный труп Аллена как доказательство того, что нападавшие были американцами, и начинают войну с США.

## История разработки
Идея миссии «Ни слова по-русски» появилась на ранних этапах разработки будущей игры Call of Duty: Modern Warfare 2 в рамках мозговых штурмов. Вставляя такой эпизод в игру, разработчики желали высказаться о методах, которыми действуют современные террористы, и также показать сценарий, в котором игрок почувствовал бы себя неудобно — невообразимый, но правдоподобный. По словам сценариста Джесса Стерна, несмотря на неприятную тему, люди испытывают инстинктивное любопытство, желание знать, что испытывает человек, находящийся в подобных обстоятельствах. Стерн приводил в пример документальные фильмы о террористических атаках в Мумбаи в 2008 году и массовом убийстве в школе «Колумбайн» в 1999 году. По словам Стерна, «такие преступления совершают люди, и на это нельзя закрывать глаза. Нужно анализировать, выяснять, что произошло и можно ли было сделать хоть что-нибудь, чтобы это предотвратить. Мы ставили перед собой задачу поместить игрока так близко к сцене чудовищного преступления, как это только было возможно».
В разработке уровня большую роль сыграл геймдизайнер Мохаммед Алави, выполнявший множество функций — от программирования искусственного интеллекта до создания анимации персонажей с помощью технологии захвата движения. В дальнейшем Алави подчёркивал, что он не рассматривал разрабатываемый уровень как намеренную провокацию или политическое заявление, но считал его способом продвинуть сюжет игры. По его словам, происходящее на уровне должно было объяснить, почему далее в игре Россия начинает войну с США, одновременно закрепить статус главаря террористов Владимира Макарова как злодея в глазах игрока, и сделать это «запоминающимся и захватывающим способом». Алави не общался напрямую со свидетелями реальных терактов, а руководствовался исключительно информацией из новостных статей и фильмов — по его словам, он и сам бы не выдержал подобного интервью, и не хотел бы заставлять кого-либо заново переживать трагедию.
Большая часть труда разработчиков при создании уровня была потрачена именно на эпизод с расстрелом мирных граждан. В ранних версиях уровня «Ни слова по-русски» сразу же после расстрела мирных граждан в терминале начинался бой со спецназом; Алави посчитал такой внезапный переход от эмоциональной сцены к перестрелке неуместным «трюком» и изменил уровень так, чтобы расстрел длился дольше. Не желая чрезмерно травмировать игрока, Алави намеренно не стал добавлять в истребляемую толпу детей или изображать семьи, в страхе прижимающиеся друг к другу или зовущие близких по имени: такие детали могли бы сделать уровень намного мрачнее, но выглядели бы, с точки зрения Алави, просто безвкусным эпатажем. По словам сотрудника студии Кита Арема, отвечавшего за подбор актёров, у некоторых участников озвучивания сцены расстрела на глаза наворачивались слёзы.
По словам Алави, издатель игры — компания Activision — не возражал против включения в Call of Duty: Modern Warfare 2 такого уровня; коллектив студии Infinity Ward также в целом поддерживал появление уровня в игре, хотя некоторые сотрудники студии и высказывались против. На этапе тестирования игры реакция тестировщиков была неоднозначной — многих из них происходящее на уровне поначалу выводило из себя или сбивало с толку, но в конечном счёте тестировщики смирялись и начинали стрелять по гражданским. Один из тестировщиков — действующий военнослужащий вооружённых сил США — вообще отказался проходить уровень, однако пожелал ознакомиться с тем, что происходит в игре дальше. В результате в игре появилась возможность пропустить уровень «Ни слова по-русски» — по мнению Алави, недопустимо было наказывать тех игроков, для которых прохождение уровня оказалось неприемлемым с нравственной точки зрения. В 2023 году в интервью IGN геймдизайнер сказал, что идея создания принадлежит Стиву Фукуде, одному из руководителей разработки Modern Warfare 2. Изначально планировалось, что действие произойдёт в торговом центре, а террористы во главе с Макаровым приедут на бронемашине, но в итоге события развернулись в аэропорту. Алави также признался в том, что уровень не касался геймплея, решения головоломок, изучения нового оружия, игровых механик и прочего. Речь шла о продаже, таким образом, это было продиктовано коммерческими соображениями. Насчёт споров автор добавил, что данной миссией он хотел заставить людей задуматься, чтобы не нажимать сразу на спусковой крючок, а остановиться на мгновение и задаться вопросом: «Что же я делаю?».

## Реакция
Непосредственно перед выходом игры Call of Duty: Modern Warfare 2 в сети в результате утечки появился видеоролик, показывающий сцену с расстрелом мирных граждан в аэропорту. Компания Activision подтвердила, что ролик является подлинным, намеренно призванным показать «глубину зла» и безжалостность антагониста в игре, и что соответствующее место в игре можно будет пропустить. Ролик вызвал самые разные реакции. Так, журналист The Daily Telegraph Том Хоггинс высоко отозвался о замысле сцены как намеренно шокирующей, призванной вызывать сильную эмоциональную реакцию у игрока, сравнил её с фильмом «Потерянный рейс», но подверг критике исполнение, особенно момент, когда игровой персонаж швыряет гранату в толпу — «не поощряет ли разработчик игрока относиться к этим мирным гражданам как к живым кеглям для боулинга» и стоило ли вообще помещать игрока на место убийцы, а не безоружной жертвы. Обозреватель The Guardian Кит Стюарт высказал мнение о том, что интерактивность компьютерной игры порождает трудности морального плана — при просмотре видеозаписи теракта зритель не принимает участия в происходящем на экране, в то время как игрок становится соучастником происходящего; Стюарт указал, что серия Call of Duty не в первый раз демонстрирует серьёзные, неоднозначные сцены, рассчитанные на взрослых игроков, и раскритиковал возможность пропустить момент с расстрелом как «отказ от своих принципов» со стороны разработчика. Игровой журналист Джим Стерлинг в колонке для сайта Destructoid одобрительно отозвался о ролике, высказав мнение, что лишь немногие разработчики компьютерных игр осмеливаются затрагивать столь провокационные темы, и что способность компьютерных игр шокировать, удивлять и выводить игрока из душевного равновесия говорит о них как о форме искусства.
После выхода игра Call of Duty: Modern Warfare 2 получила очень высокие оценки игровой прессы.

### Россия
В России была выпущена только версия игры для ПК — её дистрибьютором выступила компания 1С. Уровень «Ни слова по-русски» в ПК-версии игры оказался заблокирован, а версии игры для игровых приставок официально не вышли в России из-за технической невозможности отключить уровень в этих версиях. В Казахстане, Белоруссии и на Украине продавались консольные версии игры на русском языке, по-видимому, изначально предназначавшиеся для российского рынка. Такое решение было вызвано не некоей внешней цензурой, но собственным решением Activision после консультаций с экспертами; компания сослалась на отсутствие в России системы возрастных рейтингов как формальный повод для самоцензуры. Версии игры, выпущенные в Японии и Германии, подверглись более умеренным ограничениям — в них уровень присутствует, но игра не позволяет игроку расстреливать мирных граждан: в случае стрельбы по ним миссия тут же завершается провалом.
Андрей Подшибякин в рецензии для «Афиши» выразил сожаление, что «абсолютно сюрреалистический» уровень, в котором один из главных героев погибает на пятнадцатой минуте игры, не вошёл в российскую версию: по мнению Подшибякина, этот уровень — «пощёчина» открывающему игру и деконструируемому в дальнейшем посылу про экспорт демократии и насаждение свободы.
13 января 2010 года миссия «Ни слова по-русски» стала предметом обсуждения в Государственной думе: Валерий Селезнёв, депутат от ЛДПР, предложил внести игру в Федеральный список экстремистских материалов за «пропаганду экстремизма и насилия». Селезнёв, в частности, описал события уровня «Ни слова по-русски», говоря, что в игре геймер может принять участие в «уничтожении пассажиров российского аэропорта и убийстве сотрудников спецназа ФСБ». Селезнёв утверждал, что узнал об игре от сына. В феврале 2010 года Селезнёв опубликовал на своём сайте открытое письмо, в котором сравнивал продажу Call of Duty: Modern Warfare 2 с торговлей наркотиками и распространением порнографии и призывал запретить продажи игры и «изъять» полученные дистрибьютором доходы в пользу государства. Он также утверждал, что сам факт выпуска ограниченной версии игры, не включающей в себя уровня «Ни слова по-русски», означает признание того, что «данная игра противоречит моральным, этическим и правовым нормам, принятым в российском государстве».
В ответ на обвинения компания 1С опубликовала пресс-релиз, в котором назвала претензии депутата «абсурдными» и отметила, что игра, рассчитанная исключительно на взрослую аудиторию", рассказывает о борьбе с международным терроризмом и экстремизмом и не нарушает законодательство; у компании вызвало тревогу предложение Селезнёва об изъятии денег от продаж игры, не имеющее правовой базы. При этом компания выразила недоумение, каким именно способом Селезнёв или его сын получил доступ к уровню «Ни слова по-русски», отсутствующем в официальной русской версии шутера — по мнению дистрибьютора, этот уровень мог присутствовать только в контрафактных версиях игры, и компания никак не могла передать депутату «полную версию» игры, не нарушая закон. Компания также опубликовала акт экспертного психологического исследования, проведённого специалистами Научно-исследовательского центра судебной экспертизы и криминалистики (НИЦСЭиК); эксперты не обнаружили в игре призывов к экстремистской деятельности.

### Великобритания
В Великобритании Британский совет по классификации фильмов (BBFC) присвоил игре рейтинг «для лиц от 18 лет». Игра привела к небольшому обсуждению в Палате общин после того, как на неё обратил внимание депутат от Лейбористской партии Кит Ваз, давний противник насилия в видеоиграх; коллега Ваза по партии Том Уотсон возразил тем, что «уровень насилия в играх не выше, чем во многих фильмах и книгах».
Кроме того, игра вызвала критику религиозных лидеров на канале BBC One в обсуждении того, как насилие, показанное в играх, влияет на общество.